# Pont-canal tournant de Barton
Le pont-canal tournant de Barton  (en anglais : Barton Swing Aqueduct) est à la fois un pont-canal et un pont tournant situé à Eccles dans le Grand Manchester en Angleterre.
Il porte le canal de Bridgewater au-dessus du canal maritime de Manchester. En position ouverte, il libère le passage pour les navires de commerce empruntant le canal maritime et, en position fermée, permet la traversée des péniches de plaisance naviguant sur le canal de Bridgewater.
Ce pont-canal, unique en son genre,,, est un monument classé (Grade II*), représentatif des ouvrages de génie civil de l'époque victorienne. Construit par l'entreprise Andrew Handyside and Company de Derby sur les plans de l'ingénieur civil Sir Edward Leader Williams (en), il est ouvert à la navigation en 1894 et depuis cette date est toujours resté en service.

## Fonctionnement
Lorsque le pont-canal tournant est fermé, il permet de voyager sur le canal de Bridgewater. Lorsque de grands navires passent sur le Manchester Ship Canal, l'auge de 1 450 tonnes et de 100 m de long est tourné de 90 degrés. Le pivot se trouve sur une petite île construite à cet effet dans le Manchester Ship Canal. Une porte à chaque extrémité de l'auge retient 800 tonnes d'eau dans l'auge et plusieurs portes de chaque côté du canal empêchent l'auge de basculer. Un chemin de halage longeait à l'origine le pont, mais celui-ci a été démantelé pour des raisons de sécurité.

## Galerie

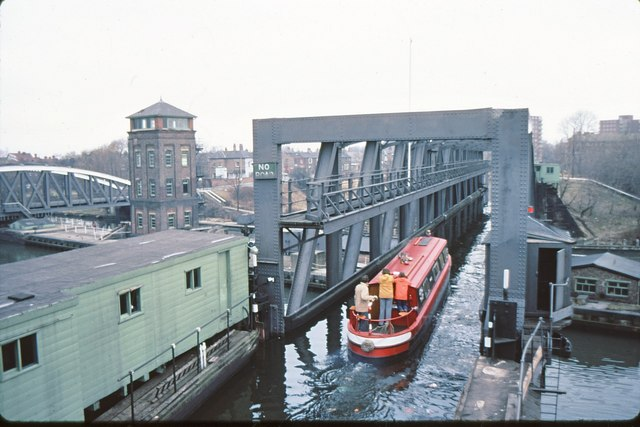
Narrowboat traversant le canal de Bridgewater.
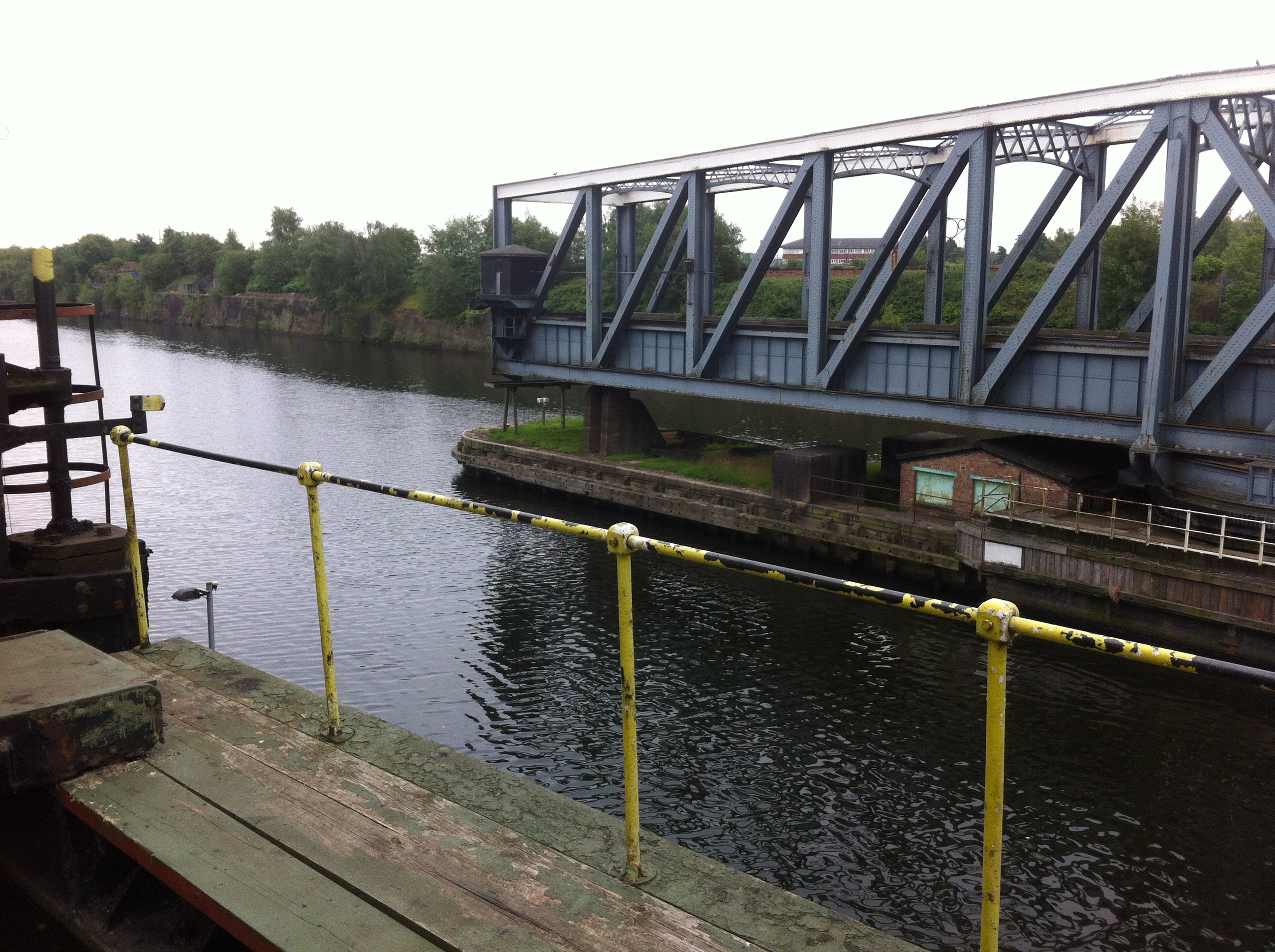
Le pont-canal tournant de Barton en position ouverte : franchir le canal maritime de Manchester est possible.